# Entre Tod@s Sí Se Puede
Entre Tod@s Sí Se Puede es un partido de izquierdas actualmente de ámbito andaluz que surgió en 2015 a partir de una escisión de algunos miembros de Podemos y como partido instrumental para presentarse a las elecciones municipales en varias localidades de la provincia de Córdoba.  Como resultado de las elecciones municipales de 2015 el partido obtuvo 1 concejal en Lucena.
Actualmente el partido ha dejado de ser instrumental, ha cambiado su nombre a "Andalucía Entre Tod@s" y se ha expandido a las provincias de Jaén y Málaga.
En las Elecciones generales de España de 2015 va junto con Izquierda Unida en la coalición Unidad Popular (España) (antes llamada Ahora en Común).
Finalmente concurrirá a Elecciones al Parlamento Europeo de 2024 (España) dentro de Sumar (coalición).